# Alvise Pisani
Alvise Pisani (Venecia, 1 de enero de 1664 - ib., 17 de junio de 1741) fue el 114.º dux de la República de Venecia; sirvió a partir del 17 de enero de 1735 hasta su muerte.

## Biografía
Anterior a su elección, realizó una carrera diplomática como embajador de Venecia en Francia, Austria y España; también se desempeñó como concejal de dogos anteriores.
Le sucedió como dogo Pietro Grimani. Su dogaressa fue Elena Badoero.